# Pcap
Pcap (от англ. Packet Capture) — библиотека, служащая для создания программ анализа сетевых данных, поступающих на сетевую карту компьютера.
Примером программы, которая использует библиотеку Pcap, служит программа Wireshark. Разнообразные программы мониторинга и тестирования сети, снифферы используют эту библиотеку. Она предназначена для использования совместно с языками C/C++, а для работы с библиотекой на других языках, таких как Java, .NET, используют обёртки. Для Unix-подобных систем это библиотека libpcap, а для Microsoft Windows — WinPcap. Программное обеспечение сетевого мониторинга может использовать libpcap или WinPcap, чтобы захватить пакеты, путешествующие по сети, и (в более новых версиях) для передачи пакетов в сети. Libpcap и WinPcap также поддерживают сохранение захваченных пакетов в файл и чтение файлов, содержащих сохранённые пакеты. Программы, написанные на основе libpcap или WinPcap, могут захватить сетевой трафик, анализировать его. Файл захваченного трафика сохраняется в формате, понятном для приложений, использующих Pcap.

## WinPcap
В состав пакета WinPcap для Microsoft Windows входят:
- драйверы для Windows 95/98/Me, и для семейства Windows NT (Windows NT 4.0, Windows 2000, Windows XP, Windows Server 2003, Windows Vista, etc.), которые используют NDIS для чтения пакетов, которые получает сетевая карта;
- низкоуровневые библиотеки для взаимодействия с драйверами сетевых интерфейсов.

Недостатки — работает далеко не со всеми нестандартными адаптерами (Wi-Fi-картами, VPN и т. д.).

## Win10Pcap
На базе WinPcap была создана версия пакета Win10Pcap, совместимая с моделью драйвера NDIS 6.x для стабильной работы в Windows 10. Win10Pcap также поддерживает захват тегов VLAN IEEE802.1Q. Win10Pcap двоично совместим с приложениями, использующими библиотеки WinPcap. Win10Pcap создан Дайюу Нобори (Daiyuu Nobori), сотрудником японского Университета Цукубы. Некоторые компоненты Win10Pcap были заимствованы из WinPcap.
Win10Pcap работает на клиентских ОС Windows 10 (x86 и x64), 8.1, 8, 7 и на серверных Windows Server 2016, 2012 R2, 2012 и 2008. 8 июня 2015 года драйвер для Microsoft Windows 10 с поддержкой режима ядра получил логотип Microsoft Windows 10 Compatible.

## Некоторые программы, использующие libpcap/WinPcap
- tcpdump, Инструмент для захвата, сохранения пакетов и для дальнейшего их анализа.
- Wireshark (также Ethereal), Удобная программа с развитым графическим интерфейсом для захвата и анализа сетевых данных.
- Snort, Система обнаружения сетевых атак.
- Nmap, a port-scan fingerprinting
- the Bro IDS Мониторинг сети.
- URL Snooper, определяет URLs аудио и видео файлов так, что их можно записать.
- Kismet, для 802.11 беспроводных локальных сетей.
- AppRadar, Система обнаружения вторжения в базу данных.
- L0phtCrack программа проверки паролей.
- AutoScan Network, программа обнаружения сетевых атак.
- WallCooler VPN — удалённый доступ к виртуальной частной сети VPN.
- pTraffer Система сбора, индексирования и поиска информации с оповещением о появлении ключевых слов
- HiDownload, менеджер закачек со встроенным сниффером
- SSl Strip — программа для совершения хакерских действий через интернет
- SING, спуффер
- Darkstat, мониторинг трафика
- Proteus, пакет программ для автоматизированного проектирования (САПР) электронных схем
- Router Scan, программа для проверки безопасности сетей Wi-Fi, для работы с протоколом WPS
- Netsnake

## Оболочки для использования libpcap/WinPcap в языках, отличных отСииC++
- Perl — Net::Pcap
- Python — python-libpcap и pcapy
- Ruby — Ruby/Pcap
- Tcl — tclpcap
- Java — Jpcap, jNetPcap, jpcap и pcap4j
- Node.js — Node Pcap
- .NET — WinPcapNET, Pcap.Net и SharpPcap